# 張慶臻
張慶臻（？—1644年），字鳳華，明朝河南永城县人。
彭城侯张麒五世孙、惠安伯張昇玄孙。张元善之子。萬曆三十七年（1609年），嗣封惠安伯。四十八年，掌左军都督府事。崇禎元年（1628年），奉命提督京营、掌五军都督府。崇祯十七年（1644年）三月十九，李自成攻陷京師，自缢死。南明弘光時，追赠太師、惠安侯，謚忠武。